# 于蕾
于蕾（1979年—），中国内地电视导演、撰稿人、制作人，全国三八红旗手、全国五一劳动奖章获得者。现为中央广播电视总台文艺节目中心制片人。

## 简介
于蕾1979年出生于辽宁省沈阳市，父亲为诗人、书法家于连胜。2002年，于蕾从北京广播学院（现中国传媒大学）新闻学专业毕业，进入中央电视台工作，从《经济半小时》的实习记者做起，2003年7月，加入综艺节目《非常6+1》栏目组，成为哈文团队最早的成员之一，是当时导演组里最年轻的导演，后随团队参与《欢乐英雄》《梦想中国》等综艺节目制作。2008年起，于蕾加入撰稿人行列，为李咏主持的访谈节目《咏乐汇》担任撰稿，2011年6月，担任2012年央视春晚总撰稿，成为央视春晚历史上第一位女性撰稿人，2012年和2013年继续任央视春晚总撰稿，2014年央视春晚任总撰稿兼歌舞类节目导演，2015年央视春晚任总体设计。2015年，担任中央电视台综艺节目《开门大吉》制片人。2016年，任杭州G20峰会文艺演出文学总撰稿，2017年，任平昌冬奥会闭幕式“北京八分钟”文学撰稿，凭《开门大吉》栏目获“第十一届全国电视制片业十佳栏目制片人”。2017年末，其首次作为总导演兼制片人的节目《国家宝藏》开播，掀起了传统文化综艺节目的热潮。2019年3月，被全国妇联授予“全国三八红旗手”，并作为获奖代表发言。
2021年，担任2022年央视春晚副总导演、北京2022年冬奥会开闭幕式文学总撰稿。2022年4月，获得全国五一劳动奖章。2023年、2024年、2025年、2026年中央广播电视总台春节联欢晚会总导演。